# Puedes contar conmigo (canción de Mägo de Oz)
Puedes contar conmigo es el decimosexto sencillo de Mägo de oz, y el sencillo del álbum Barakaldo D.F.
Este sencillo venía además con 3 canciones en directo: «Hazme un sitio entre tu piel», «La rosa de los vientos» y «Sueños diabólicos», todos ellos pertenecientes al concierto de Baracaldo no incluidos en el DVD.
En el 2010 salió una edición remasterizada de este tema en el CD "Gaia: Epílogo" que concluye la trilogía Gaia. Además, en la página web del grupo se está haciendo una convocatoria para participar en el videoclip de este tema, los fanes solo deben grabar un video en playback con un fragmento de este tema.

## Lista de canciones
| CD    |                                                       |          |  |
| N.º   | Título                                                | Duración |  |
| 1.    | «Puedes Contar Conmigo»                               | 4:04     |  |
| 2.    | «La Rosa de los Vientos (Versión Metal)» (En Directo) | 4:39     |  |
| 3.    | «Hazme un Sitio Entre tu Piel» (En Directo)           | 4:27     |  |
| 4.    | «Sueños Diabólicos» (En Directo)                      | 3:11     |  |
| 16:21 |                                                       |          |  |